# Албер Ками
Албер Ками (фр. Albert Camus; Дреан, 7. новембар 1913 — Вилблевен, 4. јануар 1960) био је француски писац, филозоф и новинар. Добитник je Нобелове награде за књижевност 1957. године.
Ками је рођен у Алжиру, у сиромашној француској породици. Немачка окупација Француске у Другом светском рату затекла га је у Паризу. Тамо се придружио француском покрету отпора као уредник забрањеног лист Combat. После рата био је заговорник левичарске политике која се противила Совјетском Савезу због његовог тоталитарног система. Током Алжирског рата за независност, заузео је неутралан став, уз негодовање са обе стране.
Камијев опус се темељи на идеји апсурда људске егзистенције. Иако се често везује за егзистенцијализам, Ками је порицао да је егзистенцијалиста. С друге стране, Ками у свом есеју Побуњени човек пише да се током целог свој живота борио против филозофије нихилизма. Његова религиозност такође је била честом темом, а сам је у једној од својих књига написао: Не верујем у бога „и” нисам атеиста.
Године 1949. Ками је, према књизи Albert Camus, une vie Оливера Тода, унутар Покрета Револуционарне уније основао Групу за међународне везе која се противила атеистичким и комунистичким тенденцијама Бретоновог надреализма.
Када му је 1957. године уручена Нобелова награда, Ками је био други најмлађи добитник (након Радјарда Киплинга), први добитник рођен у Африци, те добитник који је након добијања награде најкраће живео (само 3 године).
Ками није волео да се на њега гледа као на припадника неке школе, мишљења или неке идеологије. Људи су му били дражи од идеја.

## Биографија

#### Детињство
Албер Ками је рођен 7. новембра 1913. године, у породици сиромашног земљорадника у Мондовију (данашњи Дреан) у Француском Алжиру. Оца, који је погинуо убрзо по његовом рођењу у бици на Марни у Првом светском рату, није упознао. О оцу је касније једино сазнао да му је припала мука на једној јавној егзекуцији. Ова анегдота, коју је забележио у есеју Размишљања о гиљотини, значајно је утицала на његово противљење смртној казни. Неписмена и делимично глува мајка Катарина је била шпанског порекла. Камијев деда са очеве стране је почетком 19. века емигрирао у Африку у потрази за бољим животом. Камијево национално и економско порекло је имало значајан утицај на његов живот. Иако сиромашан, као француски држављанин имао је многе привилегије које арапско и берберско становништво није имало. Као дечак заволео је пливање и фудбал.

#### Младост
У седамнаестој години дијагностикована му је туберкулоза, што га је спречило да настави да се активно бави фудбалом, који је јако волео због тимског духа, братства и заједничког циља. Како не би заразио брата, одлази да живи код ујака Густава. 1933. године упознаје мистериозну заводницу Simone Hié, која је била зависна од морфијума који је користила од четрнаесте године да ублажи менструалне болове. Како ујак није подржавао њихову везу, Ками напушта његов дом. Како би се издржавао морао је да ради разне послове. Исте године уписује се на универзитет. Убрзо се разводи након што сазнаје да је Simone у вези са лекаром који јој поред тога и набавља лекове.
Постаје члан Француске комунистичке партије (PCF) почетком 1935. године, где је формирао Раднички театар, у коме је писао, режирао и глумио. Био је близак Алжирској народној партији, која је имала антиколонијалну политику, због чега је 1937. године избачен из PCF. Кратак боравак у политици убедио га је да искреност и интегритет треба да буду испред политичких убеђења.
Због својих јаких антифашистичких убеђења и услед ширења фашистичких режима у Европи, 1938. године почиње да ради у левичарским новинама Alger républicain. Као сведок лошег односа француских власти према Арапима и Берберима противио се колонијализму. Alger républicain је забрањен 1940. године, а он одлази у Париз на позицију главног уредника у Paris-Soir. Тамо је био при крају свог првог циклуса дела која се баве апсурдом и бесмислом: роман Странац, есеј Мит о Сизифу и драма Калигула.

#### Други светски рат
Убрзо након што се преселио у Париз, избио је рат. Желео је да се придружи војсци, али није примљен због туберкулозе. Пред окупационим трупама побегао је у Лион. Тамо се по други пут оженио пијанисткињом и математичарком Francine Faure. Заједно су се преселили у Оран где је предавао у основној школи. Због своје болести вратио се у Француску на Алпе. Тамо је започео рад на другом циклусу дела која се баве побуном: роман Куга, драма Неспоразум. У Паризу је био део интелектуалног круга са Симон де Бовоар, Жан Пол Сартром и Андре Бретоном.
Као уредник листа „Борба“, који је 1942. године покренуо у Паризу, Ками постаје истакнута личност у француском покрету отпора против нацизма. Користио је псеудониме како га немачке власти не би ухватиле.

#### Након Другог светског рата
Након ослобођења Ками је наставио да ради у Борби. Након што је 1951. године објавио Побуњеног човека у коме се експлицитно противи лењинизму и насиљу као средства које треба да доведе до ослобођења човека, престао је да буде у добрим односима са Сартром који је био марксиста.

#### Смрт
Ками је погинуо 4. јануара 1960. у саобраћајној несрећи. Возач је био његов блиски пријатељ и издавач Мишел Галимар
 (фр. Michel Gallimard), који је такође подлегао повредама након шест дана. Аутомобил је слетео са пута и ударио у дрво. Његови близанци, Катрин и Жан, власници су ауторских права на његова дела. У олупини је пронађено 144 стране рукописа под насловом Први човек. Сартр је у говору на сахрани одао признање његовом "тврдоглавом хуманизму".

## Књижевна каријера
Током Другога светског рата, Ками је био члан организације Combat (огранак покрета отпора), која је илегално штампала истоимени часопис. Организација је радила против нациста, а док је био члан, Ками се користио псеудонимом Beauchard. Ками је 1943. године постао уредник новина, а 1944. године постаје главни уредник. Након ослобођења Француске 1944. године, Ками је написао чланак о последњим данима борбе. Ками је био један од ретких француских уредника који је јавно изразио своје противљење коришћењу атомске бомбе након догађања у августу 1945 године. Године 1947, када часопис постаје комерцијалан, напушта Combat. Баш тада је Ками постао пријатељ Жан Пол Сартра.
Након рата, Ками је, заједно са Сартром, постао стални гост у париском кафићу Café de Flore. Током овог раздобља Ками је пропутовао и САД како би одржао предавања о француској филозофији. Иако је био левичарски настројен, његове оштре критике тоталитаризма комунизма нису му прибавиле симпатије међу комунистичким странкама, а 1951. године, након објављивања Побуњеног човека, довеле су и до раскида пријатељства са Сартром.
Године 1949, вероватно након пута у Јужну Америку, вратила му се туберкулоза те је следеће две године провео у осами. Године 1951. издаје филозофски есеј Побуњени човек у којем анализира побуну и револуцију и из којег се јасно видело његово одбијање комунизма. Ова књига узроковала је велико незадовољство код његових пријатеља, али и многих мислиоца тог доба, те је узроковала коначни раскид пријатељства са Сартром. У овом је очито да је Ками пацифизам и мир стављао испред идеала, док се Сартр држао својих комунистичких и револуционарних идеала независно о томе колико они били репресивни и тоталитаристички. Идеја комунизма је за Сартра представљала савршенство људског друштва, независно од тога како је провођена, док је Камију та иста идеја била нада у савршено друштво, друштво једнакости и праведности, али велико разочарање у ту идеологију довело је до коначног и нужног одбијања комунизма које је пак узроковало Камијево одбијање свих осталих идеологија и све већу тежњу за миром и праведношћу у свету, те константна јавна противљења било каквом облику, како леве тако и десне, тоталитарне репресије. Јако лоше прихваћање дела од стране јавности и његових пријатеља бацило је Камија у депресију те се у том периоду посветио превођењу драма.
Камијев први значајни допринос филозофији је његова теорија апсурда која говори да људи теже ка јасноћи и смислу у свету који не нуди ниједно од то двоје, а обрадио ју је у свом есеју Мит о Сизифу, као и у другим делима као што су Странац и Куга. Упркос одвајању од Сартра, многи и данас тврде да је Ками био егзистенцијалиста. Он сам је одбио тај придев у свом есеју Енигма, али то се може прочитати и у многим другим делима. Још и данас постоји одређена конфузија јер су многе данашње примене егзистенцијализма сличне с многим Камијевим „практичним” идејама. Ипак, његово лично схватање света (Странац'), и свака визија коју је имао о његовом напретку (Побуњени човек), одваја га од егзистенцијализма.
Током 1950-их, Ками је велик део свог рада и активизма посветио људским правима. Године 1952. одбија сарадњу с Унеском и јавно протестује због примања Шпаније, којом је тада владао Франсиско Франко, у ту организацију. Године 1953. јавно протестује против комунистичке репресије Совјетског Савеза при гушењу устанка у Источној Немачкој 1953. године. Већ три године након овога, поново протестује, овај пут против гушења протеста у Познању 1956. те насилном гушењу мађарске антикомунистичке револуције из 1956. године. И након овога остаје устрајан у свом пацифизму и противљењу смртној казни. Његов најзначајнији допринос у борби против смртне казне је есеј који је заједно с њим написао књижевник Артур Костлер, оснивач Лиге против смртне казне.
Када је 1954. године избио Алжирски рат за независност, Ками се нашао у моралној дилеми. Подржао је франкоалжирце, али бранио је и француску владу јер је сматрао да је алжирски устанак само интегрални део "новог арапског империјализма" којег предводи Египат, те „анти-западна” офанзива коју предводи СССР како би „окружио Еуропу” и „изоловао Сједињене Државе”. Иако је желио да Алжир добије већу аутономију или чак федералне услове, иако не потпуну самосталност, веровао је да франкоалжирци и Арапи могу да живе заједно. Током рата, залагао се за грађанско примирје које би спасило цивиле, али су обе сукобљене стране то одбиле и прогласиле будаластим. Иза кулиса, Ками је наставио да ради за алжирске заробљенике који су чекали смртну казну.
Од 1955. до 1956. године писао је за часопис L'Express. Године 1957. Шведска академија доделила му је Нобелову награду за књижевност због његове важне литерарне продукције, која с јасном озбиљношћу осветљава проблеме људске савести наших времена. Награда му није службено уручена због романа Пад, него, како он сам каже, због његових есеја Размишљања о гиљотини. Када је држао говор студентима на Стокхолмском универзитету јасно је бранио своју привидну неактивност по питању рата у Алжиру и рекао је како се бојао што би се могло догодити његовој мајци која је тада још увек живела у Алжиру. Овај говор довео је до још јачег остракизма од стране француских левичарских интелектуалаца.

## Покрет Револуционарне уније и Европска унија
Године 1949, Ками је основао Скупину за међународне везе унутар Покрета Револуционарне уније. Заједно са Орвелом, Ками се противио тоталитарним режимима на Истоку и Западу.
Као што је написао у Побуњеном човеку, био је поборник традиције античке Грчке (la pensée solaire). Он није био само вођа огранка Француског покрета отпора знаног „Combat”, већ је 1947/1948. помогао у оснивању Покрета Револуционарне уније, који је успостављен 1949. године ПРУ се може описати као покрет трговачког друштва у контексту револуционарног синдикализма.
Његови главни сарадници су били Николас Лазаревич, Луј Мерсје, Роже Лапеје, Паул Шове, Огуст Ларгентје и Жан де Бо. У овом раздобљу, један од Камијевих главних циљева било је истицање позитивних страна надреализма и егзистенцијализма, те тиме, аутоматски, негирање песимизма Андре Бретон и Жан Пол Сартра.
Године 1944., Ками оснива Француски комитет за Европску федерацију (Comité Français pour la Féderation Européene) и изјављује:
Европа се може развијати само путем економског напретка, демократије и мира ако државе постану федерација.
Од 1943. године, Ками је у сталном дописништву с Алтијеро Спинелијем, оснивачем Европског покрета федералиста. На инсистирање Камија и Орвела, организована је прва конференција ЕПФ-а у Паризу, која је трајала од 22. до 25. марта 1945. године. Овај, специфични, огранак ЕПФ-а нестао је 1957. године када је светом почела да доминира Черчилова идеја о европским интеграцијама.

## Ками и Орвел
Три есеја др Михе Такашиме с Међународног журнала хуманистичких наука истражују везу између стваралаштва Алберта Камија и енглеског писца Џорџа Орвела.
Такашима сугерише да је Орвел, можда намерно како би упозорио интелектуалну елиту, направио компромис према Великом брату, док је Ками конфронтирао Кугу. Ово је видљиво не само у поређењу 1984. и романа Побуњени човек, него и у Камијевој драми Опсадно стање. Ова драма написана је заједно с романом Куга и есејом Побуњени човек. У драми главни лик, Дијего, супротставља се диктатору званом Куга и умире како би један шпански град ослободио од инквизиције.
Драма је написана као антитоталитаристичко дело и у исто време као и 1984. Драма такође садржи алегоријску референцу на крај Орвеловог дела.
У првом француском издању драме, Ками је додао и расправу „Зашто Шпанија?”. У овој расправи он одговара свом католичком пријатељу Габријелу Марселу којему је засметало што је радња смештена у Шпанији. Ту Ками изражава противљење тоталитарним режимима Запада и понашању Ватикана и Папе током Другог светског рата. По многима, најзначајнија реченица из есеја је:
Зашто Герника, Габриел Марсел?

## Прозни стил
У својим делима — било да су романи, драме или есеји - Албер Ками се бави човеком и људском егзистенцијом; трага за смислом човековог трајања и упркос радостима које живот пружа он у њему открива апсурд, много шта што га чини бесмисленим, одакле и човеково трајно незадовољство у овоме свету и стални сукоб појединца и света, и осећај човека да је странац у овоме свету. На тему те филозофије настаће његов роман Странац, који и јесте слика о апсурдности трајања, који ће своје објашњење добити у есеју Мит о Сизифу.

### Есеји
- Мит о Сизифу (1948)

### Романи
- Срећна смрт (написано између 1936. и 1938. постхумно објављен 1971)
- Странац (1942)
- Куга (1947)
- Пад (1956)
- Први човек (недовршени роман, постхумно објављен 1995)

### Драме
- Неспоразум (1944)
- Калигула (1944)
- Опсадно стање (1948)

### Изабране биографије
- Philip Malcolm Waller Thody, (1957). Albert Camus: A Study of His Work. OCLC 342101.
- Brée, Germaine (1959). Camus. ISBN 978-1-122-01570-7.
- Jean-Claude Brisville (1959). Camus. Gallimard. ISBN 9782070210367.
- Emmett Parker, (1965). Albert Camus: The Artist in the Arena. OCLC 342770.
- King, Adele (1966). Camus. Capricorn Books. ISBN 978-0-05-001423-3.
- Vicente de Paulo Barretto (1970). Camus: vida e obra.
- Herbert R. Lottman (1979). Albert Camus: A Biography. Gingko Press. ISBN 978-3-927258-06-8.
- Patrick McCarthy (1982). Camus: A Critical Study of His Life and Work. Hamilton. ISBN 978-0241106037.
- Sprintzen, David (1988). Camus: A Critical Examination. Temple University Press. ISBN 978-0-87722-544-7.
- Manuel Vázquez Montalbán; Willi Glasauer (1988). Scenes from World Literature and Portraits of Greatest Authors. Círculo de Lectores.
- King, Adele (1992). Camus's "L'Étranger": Fifty Years On. Palgrave Macmillan UK. ISBN 978-0333532942.
- André Comte-Sponville; Laurent Bove; Patrick Renou (1995). Camus : de l'absurde à l'amour : lettres inédites d'Albert Camus. Paroles d'aube. ISBN 9782909096414.
- [[Alain Vircondelet / Photographies : collection Catherine et Jean Camus|Vircondelet, Alain]] (1998). Albert Camus: vérité et légendes. Editions du Chêne. ISBN 9782842771089. Проверите вредност параметра |author-link1= (помоћ)
- Stephen Eric Bronner (1999). Camus: Portrait of a Moralist. University of Minnesota Press. ISBN 978-0-8166-3283-1.
- Howard E. Mumma (2000). Albert Camus and the Minister. ISBN 978-1-55725-246-3.
- Todd, Olivier (2000). Albert Camus: A Life. ISBN 978-0-7867-0739-3.
- Neil Helms, Harold Bloom (2003). Albert Camus. ISBN 9780791073810. - Bloom's BioCritiques.
- Pierre-Louis Rey (2006). Camus: L'homme révolté. ISBN 9782070318285.
- Elizabeth Hawes (2009). Camus: A Romance. ISBN 9780802118899.
- Camus, Catherine (2009). Albert Camus : solitaire et solidaire. Lafon. ISBN 9782749910871.
- Zaretsky, Robert (2010). Albert Camus: Elements of a Life. Cornell University Press. ISBN 9780801479076.
- Tănase, Virgil (2010). Camus. Gallimard. ISBN 9782070344321.
- Catherine Camus (avec la collaboration d'Alexandre Alajbegovic et de Béatrice Vaillant), Camus, Catherine; Alajbegovic, Alexandre; Vaillant, Béatrice (2013). Le monde en partage: Itinéraires d'Albert Camus. Gallimard. ISBN 9782070140947.
- Carroll, Sean B. (2014). Brave Genius: A Scientist, a Philosopher, and Their Daring Adventures from the French Resistance to the Nobel Prize. Broadway Books. ISBN 978-0307952349.
- Wittmann, Heiner (2002). Albert Camus: Kunst und Moral. ISBN 978-3-631-39525-7.
- Zaretsky, Robert (7. 11. 2013). A Life Worth Living: Albert Camus and the Quest for Meaning. Harvard University Press. ISBN 9780674724761.